# Gran Vía
A Gran Vía (traduzido do espanhol, "Grande Via") é uma das principais ruas da cidade de Madrid, em Espanha. Começa na rua de Alcalá e termina na praça da Espanha.
Desde a sua construção, no início do século XX, tem sido um marco importante da cidade do ponto de vista comercial, turístico e de lazer. Neste último aspeto, é famosa pelas suas salas de cinema, embora nos últimos anos algumas delas tenham fechado e outras tenham sido convertidas em teatro musical, razão pela qual o troço entre a Praça del Callao e a Praça de Espanha é conhecido como a "Broadway de Madrid". O troço entre a rede San Luis e a Plaza del Callao alberga atualmente numerosas lojas de cadeias de moda internacionais.

Atualmente, o tráfego rodoviário é permitido, embora em dezembro de 2016 e 2017 tenha efectuado temporariamente a pedonalização de várias das faixas de rodagem. No final de março de 2018, a Câmara Municipal de Madrid iniciou a pedonalização de uma faixa em cada sentido, num plano de alargamento dos passeios e de remodelação de algumas praças em torno da rua, bem como a criação de uma zona prioritária residencial.